# William Huffman
William Huffman (1993) es un deportista estadounidense que compite en triatlón. Ganó dos medallas en el Campeonato Panamericano de Triatlón de 2019, plata en la prueba individual y bronce en relevo mixto.

## Palmarés internacional
| Campeonato Panamericano | Campeonato Panamericano | Campeonato Panamericano | Campeonato Panamericano |
| Año                     | Lugar                   | Medalla                 | Prueba                  |
| ----------------------- | ----------------------- | ----------------------- | ----------------------- |
| 2019                    | Monterrey (México)      | Medalla de plata        | Individual              |
| 2019                    | Monterrey (México)      | Medalla de bronce       | Relevo mixto            |